# Bditel'nyj (cacciatorpediniere 1937)
Il Bditel'nyj fu un cacciatorpediniere della Voenno-morskoj flot, entrato in servizio nel marzo 1939 e parte della classe Gnevnyj.
Assegnata alla Flotta del Mar Nero, la nave fu impegnata in azione nel corso della seconda guerra mondiale prendendo parte alla battaglia di Odessa e all'assedio di Sebastopoli in missioni di trasporto truppe e supporto di fuoco ai reparti a terra; il 2 luglio 1942, mentre era fermo in porto a Novorossijsk, il cacciatorpediniere saltò in aria e affondò nel corso di un'incursione di velivoli tedeschi.

## Storia
La nave fu impostata il 23 agosto 1936 presso il Cantiere navale No. 200 di Nikolaev con il numero di scalo 1070; l'unità fu poi varata il 29 giugno 1937 con il nome di Bditel'nyj (Бдительный, "vigile" in lingua russa), completata il 2 ottobre 1939 e immessa ufficialmente in servizio con la Flotta del Mar Nero il 22 ottobre seguente.
Al momento dell'invasione tedesca dell'Unione Sovietica il 22 giugno 1941, il Bditel'nyj era assegnato in forza alla 2ª Divisione cacciatorpediniere della Flotta del Mar Nero e si trovava in cantiere a Nikolaev per lavori di manutenzione di routine. I lavori furono completati il 10 luglio seguente e la nave fece subito rotta per la base di Sebastopoli, ma dovette rientrare nuovamente a Nikolaev pochi giorni dopo per nuove riparazioni; la stessa cosa si verificò otto giorni più tardi. Il 13 agosto, mentre scortava alcune unità incomplete da Nikolaev a Sebastopoli, il Bditel'nyj subì danni dopo essere entrato accidentalmente in collisione con il mercantile Kaments-Podolsk; una volta completate le ulteriori riparazioni, il cacciatorpediniere fornì il 26 e 27 agosto fuoco d'artiglieria in appoggio ai reparti sovietici a terra impegnati nella difesa di Odessa. Il 24 settembre la nave finì incagliata in un bassofondo, riportando danni a poppa che richiesero un mese per essere riparati; all'inizio di novembre il cacciatorpediniere compì varie missioni per evacuare a Sebastopoli reparti sovietici finiti accerchiati dai tedeschi lungo la costa del Mar Nero, ma il 9 novembre finì nuovamente con l'incagliarsi al largo della penisola di Tuzla subendo danni alle eliche e un allagamento della sala caldaie. La nave fu poi trainata a Tuapse e messa in cantiere per lavori di riparazione protrattisi fino alla metà del febbraio 1942.
Il 26 febbraio 1942 il Bditel'nyj, in coppia con il gemello Bojkij e il cacciatorpediniere conduttore Char'kov, bombardò postazioni tedesche nei dintorni di Feodosia sparando 60 colpi con i suoi pezzi di grosso calibro; la nave condusse simili missioni di cannoneggiamento anche i successivi 28 febbraio, 3 marzo, 11 marzo e 14 marzo. In aprile il cacciatorpediniere partecipò a varie missioni di trasporto truppe e rifornimenti a Sebastopoli, tagliata fuori e assediata, svolgendo anche vari bombardamenti in appoggio ai reparti a terra; tra il 16 aprile e il 13 giugno il Bditel'nyj sparò non meno di 535 colpi di grosso calibro. Il 17 aprile l'unità soccorse 143 superstiti della nave da trasporto Svaneti, affondata dai tedeschi mentre era in rotta per Sebastopoli, e fu poi sottoposta il mese seguente a lavori di manutenzione. Il 26 giugno il Bditel'nyj prestò assistenza al cacciatorpediniere Taškent, finito immobilizzato dopo un attacco aereo tedesco mentre rientrava da Sebastopoli con un carico di feriti a bordo, trainandolo nel porto di Novorossijsk. Il Bditel'nyj si trovava ancora qui quando, il 2 luglio seguente, finì sotto attacco da parte di velivoli tedeschi: schegge di bombe esplose nelle vicinanze causarono la detonazione dei siluri imbarcati dal cacciatorpediniere, detonazione estesasi ben presto al magazzino delle munizioni e che causò un rapido affondamento dell'unità. Il relitto fu recuperato a pezzi e quindi demolito tra il 1948 e il 1952.